# Absorptie (fysische chemie)
Met absorptie wordt in de fysisch-chemische betekenis van het woord het opnemen van een vloeistof of gas (het absorptief) in het inwendige van een vaste stof of vloeistof (het absorbens) bedoeld. Absorptie is de pendant van adsorptie, waarbij gassen, vloeistoffen of opgeloste stoffen aan het contactoppervlak van de materie worden vastgehouden.
Het begrip absorptie is afgeleid van het Latijnse absorbere, wat opnemen of opslorpen betekent.

## Absorptie van gassen door vloeistoffen
Gassen lossen in vloeistoffen vrijwel altijd enigszins op: ze worden dus door vloeistoffen geabsorbeerd. De oorzaken van de oplosbaarheid en de grootte van het effect lopen nogal uiteen.
Stikstof en zuurstof lossen op in water door middel van intermoleculaire krachten. De oplosbaarheid zelf is nagenoeg gering: slechts een paar milligram per liter. Ammoniak en waterstofchloride daarentegen gaan met water een chemische reactie aan, wat onder andere kenbaar wordt gemaakt door de relatief grote oploswarmte. De oplosbaarheid hier is groot: in orde van kilogram per liter. Bij 10°C kan bijvoorbeeld 930 liter ammoniak oplossen in 1 liter water. Van zuivere absorptie is hier dus eigenlijk geen sprake.
Een technische toepassing is het gaswassen, waarbij een gasmengsel op basis van een verschil in oplosbaarheid van zijn componenten wordt gescheiden. Dit wordt meestal gedaan door het gas door de vloeistof te laten borrelen.
Voor organismen in oppervlaktewater is belangrijk dat zuurstof beter in water oplost dan stikstof. De oplosbaarheid van gassen daalt met toenemende temperatuur. Dit leidt bijvoorbeeld tot vissterfte in warm water. De oplosbaarheid van gassen in vloeistoffen neemt volgens de wet van Henry toe evenredig met de druk. Een praktijkvoorbeeld hiervan is de gasontwikkeling die men waarneemt indien een fles champagne of koolzuurhoudende frisdrank geopend wordt: het oorspronkelijk onder overdruk opgeloste koolstofdioxide komt gedeeltelijk vrij na wegvallen van deze overdruk.

## Absorptie van gassen door vaste stoffen
Dit type absorptie berust meestal op inwendige adsorptie door poreuze stoffen. Een voorbeeld is de absorptie van waterstofgas aan verschillende overgangsmetalen, zoals palladium en platina.

## Absorptie van vloeistoffen door vaste stoffen
Absorptie van vloeistoffen door vaste stoffen vindt hoofdzakelijk haar oorzaak in de capillariteit (het opzuigen van vloeistoffen in nauwe capillairen). Indien de vaste stof bestaat uit niet zeer sterk samenhangende deeltjes (zwakke interatomaire of intermoleculaire krachten) en indien deze deeltjes een lading ten opzichte van de vloeistof kunnen aannemen, zodat zij elkaar onderling gaan afstoten, dan kan deze elektrostatische afstoting een medeoorzaak zijn voor absorptie van vloeistof. De vaste stof kan hierbij zwellen. Het verschijnsel wordt onder andere door een aantal kleisystemen vertoond. Een ander voorbeeld van dergelijke absorptie is het opnemen van water door sponzen. Dit fenomeen kan eveneens verklaard worden aan de hand van capillariteit.